# IPFire
IPFire is een Linuxdistributie waarmee een firewall opgezet kan worden. Gewenste internetpakketjes worden dan verder gestuurd (gerouteerd).

## Ontwikkeling
IPFire ontstond als een fork van IPCop. IPFire is gebaseerd op Linux From Scratch en maakt gebruik van de pakketbeheerder Pakfire.

## Functies
IPFire bevat standaard volgende functies:
- Proxyserver met inhoudsfilter en cachingfunctie voor updates (bijvoorbeeld via Windows Update)
- Intrusion detection system (Snort) met de "guardian"-uitbreiding
- VPN via IPsec en OpenVPN
- DHCP-server
- Caching-nameserver
- Tijdserver
- Wake-on-LAN (WOL)
- Dynamic DNS
- Quality of service
- Uitgaande firewall
- Systeemcontrole en loganalyse